# Paso del Águila, Veracruz
Paso del Águila är en ort i Mexiko.   Den ligger i kommunen Zongolica och delstaten Veracruz, i den sydöstra delen av landet, 240 km öster om huvudstaden Mexico City. Paso del Águila ligger 1 300 meter över havet och antalet invånare är 201.
Terrängen runt Paso del Águila är kuperad åt nordost, men åt sydväst är den bergig. Terrängen runt Paso del Águila sluttar österut. Runt Paso del Águila är det ganska tätbefolkat, med 155 invånare per kvadratkilometer. Närmaste större samhälle är Zongolica, 0,62 km söder om Paso del Águila. I omgivningarna runt Paso del Águila växer i huvudsak städsegrön lövskog.